# Monomeria
Monomeria – rodzaj roślin z rodziny storczykowatych (Orchidaceae). Do tego rodzaju zaliczane są trzy gatunki. Rośliny występują w południowo-centralnych Chinach, Tybecie, w prowincji Asam, w Nepalu, Tajlandii, Wietnamie oraz w Malezji.
Obrót roślinami tego rodzaju jest ograniczony, aby uniknąć wykorzystywania, które mogłoby doprowadzić do jego zagrożenia bądź wyginięcia

## Systematyka
Rodzaj sklasyfikowany do podplemienia Dendrobiinae w plemieniu Dendrobieae, podrodzina epidendronowe (Epidendroideae), rodzina storczykowate (Orchidaceae), rząd szparagowce (Asparagales) w obrębie roślin jednoliściennych.
Rośliny te włączane są także do rodzaju bulbofylum Bulbophyllum.
Wykaz gatunków
- Monomeria barbata Lindl.
- Monomeria fengiana Ormerod
- Monomeria longipes (Rchb.f.) Aver.